# Hard Rain
Hard Rain – album koncertowy nagrany przez Boba Dylana wiosną 1976 r. podczas tournée Rolling Thunder Revue oraz wydany we wrześniu 1976 r.

## Historia i charakter albumu
Jak wspomina Robertson, idea podobnego w założeniach tournée pojawiła się jeszcze w 1974 r., podczas pierwszego po ośmiu latach tournée artysty z The Band. Chciał po prostu podróżować pociągiem i utworzyć coś na wzór taboru cygańskiego i happeningu. Koncerty miały być otwarte, aby zjawiali się w tej grupie różni ludzie, którzy robiliby różne rzeczy w różnym czasie.
Ostateczna idea skrystalizowała się wiosną 1975 r., gdy Dylan był na Korsyce. Być może przyczyniło się do tego także to raczej sztywne, odpersonalizowane i niezbyt porywające poprzednie tournée. Ostatecznie pociąg zastąpiono karawaną samochodów, autami-domkami kempingowymi, autobusami itp.
Na tydzień w miejscu, gdzie zaplanowano koncert, pojawiali się ludzie z ulotkami reklamującymi występ. Wynajmowano salę pod przybranym nazwiskiem i nocą przed koncertem pojawiała się kawalkada samochodów z artystami i wszystkimi, którzy do nich dołączyli. Odbywał się koncert i natychmiast po jego zakończeniu trupa wyruszała dalej. Muzycy zmieniali się, gdyż przecież wszyscy mieli swoje harmonogramy, ale przybywali inni, którzy akurat mieli czas.
Pierwsze tournée Rolling Thunder Revue rozpoczęło się 30 października 1975 r. i zakończyło się 8 grudnia tego samego roku koncertem Night of the Hurricane w Madison Square Garden w Nowym Jorku.
Drugie tournée pod tą nazwą, z którego zestawiono album Hard Rain, rozpoczęło się 18 kwietnia 1976 r. i zakończyło 25 maja tego samego roku.

## Album
Album Hard Rain nie otrzymał dobrych ocen od krytyków. Przede wszystkim zauważano zmniejszający się z koncertu na koncert zasób energii, a album został zestawiony z nagrań pochodzących z końcowej fazy tury koncertowej.
Wydanie albumu zbiegło się przypadkowo ze specjalnym programem TV NBC prezentującym pięć piosenek nagranych 23 maja w Fort Collins w Kolorado, cztery z 16 maja z Fort Worth z Teksasie oraz fragment "Knockin' on Heaven’s Door". Pięć utworów z tego zestawu jest z Joan Baez, której jednak nie ma na albumie – zapewne z przyczyn kontraktowych.

## Muzycy
- Bob Dylan – śpiew, gitara, harmonijka
- Mick Ronson – gitara
- Steven Soles – gitara, śpiew towarzyszący
- T-Bone Burnette – gitara, pianino
- David Mansfield – gitara
- Rob Stoner – gitara basowa, śpiew towarzyszący
- Scarlet Rivera – skrzypce
- Howart Wyeth – perkusja, pianino
- Gary Burke – perkusja

## Lista utworów
| 1. | Maggie's Farm                                       | 5:23  |
|    |                                                     |       |
| 2. | One Too Many Mornings                               | 3:47  |
|    |                                                     |       |
| 3. | Stuck Inside of Mobile with the Memphis Blues Again | 6:01  |
|    |                                                     |       |
| 4. | Oh, Sister                                          | 4:08  |
|    |                                                     |       |
| 5. | Lay Lady Lay                                        | 5:47  |
|    |                                                     |       |
| 6. | Shelter from the Storm                              | 5:29  |
|    |                                                     |       |
| 7. | You’re a Big Girl Now                               | 7:01  |
|    |                                                     |       |
| 8. | I Threw It All Away                                 | 3:18  |
|    |                                                     |       |
| 9. | Idiot Wind                                          | 10:12 |
|    |                                                     |       |
|    |                                                     | 51:06 |
|    |                                                     |       |

## Opis albumu
- Producent – Don DeVito, Bob Dylan
- Miejsce i data nagrań –

1. Tarrant County Convention Center Arena w Fort Worth w Teksasie, 16 maja 1976 r. (21 koncert tournée) [3, 4, 5, 8]
2. Hughes Stadium na Stanowym Uniwersytecie Kolorado w Fort Collins, Kolorado, 23 maja 1976 r. (24 koncert tournée [1, 2, 6, 7, 9]

- Inżynier nagrywający – Don Meehan
- Inżynier miksujący – Don Meehan
- Szef przeglądania taśm – Lou Waxman
- Czas – 51 min 6 s
- Fotografia na okładce – Ken Regan – Camera 5
- Projekt okładki – Paula Scher
- Firma nagraniowa – Columbia
- Numer katalogowy – PC 34349
- Data wydania – 13 września 1976 r.

Wznowienie na cd
- Firma nagraniowa – Columbia
- Numer katalogowy – CK 34349
- Rok wznowienia – 1990

## Listy przebojów

### Album
| Rok  | Lista                          | Pozycja |
| ---- | ------------------------------ | ------- |
| 1976 | Billboard USA. Albumy popowe   | 17      |
| 1976 | Melody Maker WB. Albumy popowe | 3       |